# Chuaj-pej
Chuaj-pej (čínsky pchin-jinem Huáiběi, znaky 淮北) je městská prefektura v Čínské lidové republice. Leží v severní části provincie An-chuej, kde patří k nejmenším prefekturám.

## Administrativní členění
Městská prefektura Chuaj-pej se člení na čtyři celky okresní úrovně, a sice tři městské obvody a jeden okres.
| Lie-šan Siang-šan Tu-ťi okres · Suej-si |        |                       |                       |                    |                                  |
| Název                                   | Název  | Počet obyvatel (2010) | Počet obyvatel (2020) | Rozloha km² (2020) | Hustota zalidnění (obyv. na km²) |
| český přepis                            | znaky  | Počet obyvatel (2010) | Počet obyvatel (2020) | Rozloha km² (2020) | Hustota zalidnění (obyv. na km²) |
| Městské obvody                          |        |                       |                       |                    |                                  |
| Lie-šan                                 | 烈山区 | 321 565               | 249 237               | 388                | 643                              |
| Siang-šan                               | 相山区 | 467 358               | 548 934               | 144                | 3 810                            |
| Tu-ťi                                   | 杜集区 | 324 398               | 239 692               | 238                | 1 006                            |
| Okres                                   |        |                       |                       |                    |                                  |
| Suej-si                                 | 濉溪县 | 1 000 955             | 932 402               | 1 974              | 472                              |
|                                         |        |                       |                       |                    |                                  |
| Celkem                                  | Celkem | 2 114 276             | 1 970 265             | 2 744              | 718                              |